# Georg Trump
Georg Trump (* 10. Juli 1896 in Brettheim bei Schwäbisch Hall; † 21. Dezember 1985 in München) war ein deutscher Kalligraf, Typograf und Grafiker.

## Leben und Werk

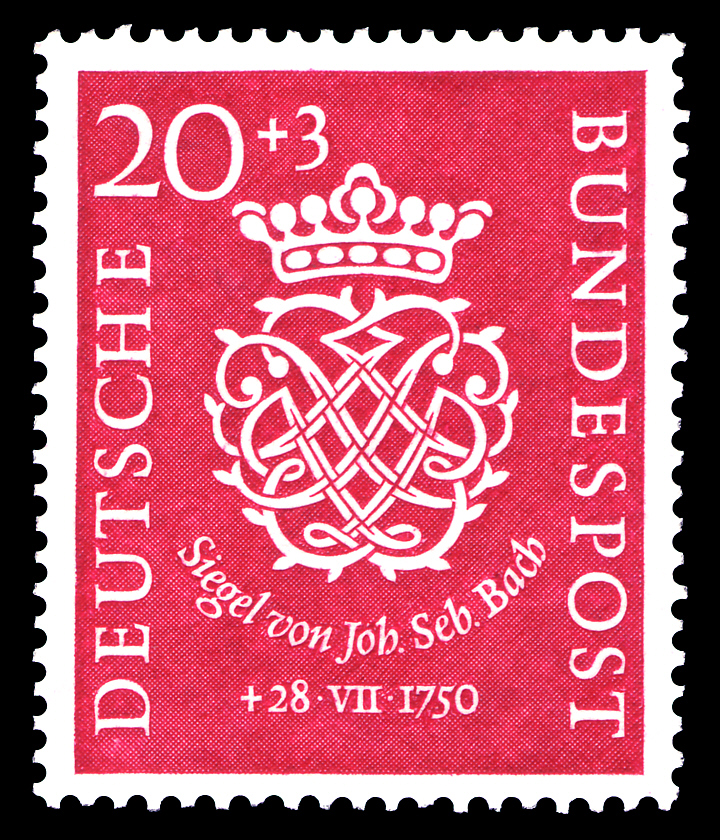
Von Trump entworfene Briefmarke von 1950 mit dem Siegel von Johann Sebastian Bach zu dessen 200. Todestag

Trump begann 1912 ein Studium an der Kunstgewerbeschule Stuttgart, das jedoch vom Ersten Weltkrieg unterbrochen wurde. Er setzte es 1919 zusammen mit Imre Reiner (1900–1987) und Walter Brudi (1907–1987) bei F. H. Ernst Schneidler (1882–1956) fort. 1923 bis 1926 war er als Keramiker in Süditalien und Sardinien tätig.
Anschließend war Trump Professor an der Handwerker- und Kunstgewerbeschule Bielefeld und 1929 an der „Meisterschule für Deutschlands Buchdrucker“ in München unter dem Direktor Paul Renner (1878–1956) zusammen mit Jan Tschichold (1902–1974) Lehrer für Schriftgestaltung und Typographie. 1932 bis 1934 wirkte er als Direktor der Kunstgewerbe- und Handwerkerschule Berlin Ost bzw. der Höheren Graphischen Fachschule der Stadt Berlin. 1934 verließ er auf Bitten Renners Berlin und übernahm nach dessen von den Nazis erzwungenen Abberufung die Leitung der Münchner Meisterschule. 1930 bis 1935 entwarf er Schriften für die H. Berthold AG; ab 1937 war er für die Schriftgießerei C. E. Weber, Stuttgart, tätig. Von 1939 bis 1945 leistete Trump erneut Kriegsdienst, wobei er kurz vor Kriegsende schwer verwundet wurde.
Nach 1945 erfolgte der Wiederaufbau der Münchner Meisterschule. Ab 1953 war Trump nach seiner Pensionierung freischaffend künstlerisch tätig. In dieser Zeit fand er zunehmend internationale Anerkennung, besonders auch in den USA, wo er unter anderem in New York Ausstellungen gestaltete.
Neben seinem Schriftschaffen entstand ein umfangreiches grafisches Werk von Plakaten, Buchumschlägen und Vignetten über Signets und Druckgraphiken bis hin zu Briefmarken.

## Ehrungen
- 1982 wurde Trump vom Type Directors Club of New York mit der TDC Medal ausgezeichnet.
- 1983: Großes Verdienstkreuz der Bundesrepublik Deutschland

## Schriften
Alle Schriften erschienen bei C. E. Weber in Stuttgart mit Ausnahme der City und der Trump Deutsch (H. Berthold, Berlin).
- City (1930–1937)
- Trump Deutsch (1936/1937)
- Schadow (1938–1952)
- Forum I (1948)
- Delphin I (1951)
- Forum II (1952)
- Amati (1951)
- Codex (1954)
- Palomba (1954)
- Trump Mediaeval (1954–1962)
- Delphin II (1955)
- Signum (1955)
- Time Script (1956–1958)
- Trump Gravur (1960)
- Jaguar (1965)
- Mauritius (1968)
- Trump (TR)

## Ausstellungen (Auswahl)
- 303 Gallery, New York (1966)
- Münchner Stadtmuseum (1981)
- Klingspor-Museum Offenbach (1983)